# Elephantomyia (Elephantomyia) flaveola
Elephantomyia (Elephantomyia) flaveola is een tweevleugelige uit de familie steltmuggen (Limoniidae). De soort komt voor in het Afrotropisch gebied.